# AZP S-60
AZP S-60 (rusky Автоматическая зенитная пушка С-60, zkr. АЗП (AZP); doslova: Automatický protiletadlový kanón S-60) je sovětský 57mm jednohlavňový protiletadlový kanón krátkého až středního dosahu.

## Historie
Vývoj zbraně začal v bývalém Sovětském svazu v polovině 40. let jako náhrada za kanóny ráže 37 mm. Byly představeny tři různé modely a vítězným se stal návrh konstruktéra V. Grabina. Podle západních zpravodajských zdrojů posloužil jako základ pro zbraň prototyp německého kanonu "5,5 cm Gerät 58". Sověti měli k dispozici také německé zbraně "5 cm Flak 41", které byly ukořistěny po bitvě u Stalingradu. Prototyp absolvoval testy v roce 1946 a po několika drobných úpravách byl přijat do služby v roce 1950. Zbraň dostala název "57 mm AZP S-60". Grabin pokračoval ve vývoji a v roce 1955 byla k dispozici verze pro samohybný systém ZSU-57-2. Zbraň byla rozšířená v členských státech Varšavské smlouvy a zemích třetího světa, kde je částečně ve službě dodnes. Licenční výroba probíhala v Polsku a Číně.